# X-plosive

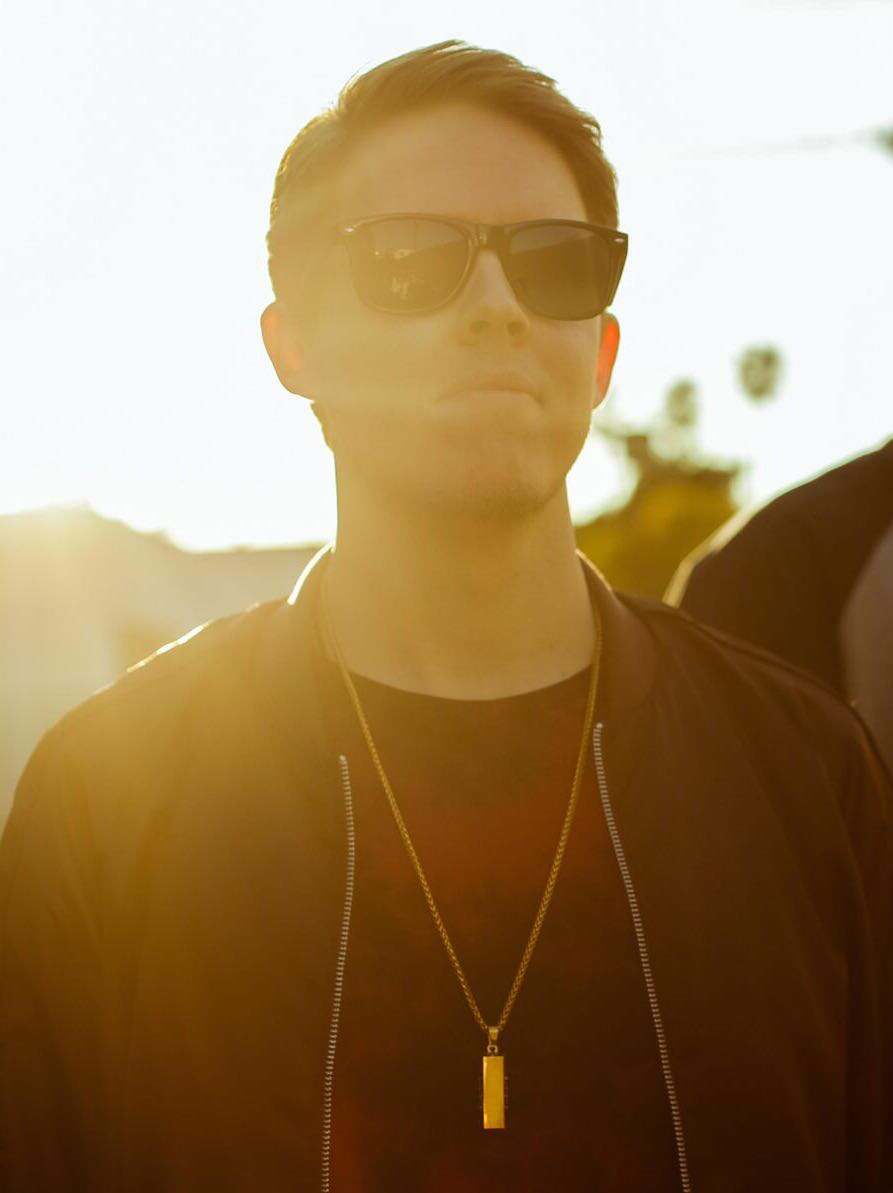
X-plosive (2017)

X-plosive (* 7. Januar 1986; bürgerlich Thomas Kessler), auch X-plosive Beats, ist ein deutscher Musikproduzent und Songwriter aus Chemnitz. Gemeinsam mit Abaz bildet er seit 2019 zudem das Produzenten-Duo ToTheMoon.

## Leben
Thomas Kessler hat eine klassische Klavierausbildung absolviert und spielte längere Zeit in einer Jazzband. Er studierte Wirtschaftsinformatik. Als musikalisches Vorbild nennt Kessler den Produzenten Timbaland.

## Produktionen

### Deutschland
Gemeinsam mit Gee Futuristic produzierte er auf dem 2008 erschienenen Album Heavy Metal Payback von Bushido die Songs Hunde, die bellen, beissen nicht, Es kommt, wie es kommt und Boomerang. Weiterhin produzierte er verschiedene Songs u. a. auf Alben von Azad (Azphalt Inferno 2), Kollegah, RAF Camora und Nazar (Artkore). Er produzierte, teilweise zusammen mit Gee Futuristic, den größten Teil des im April 2011 erschienenen Albums Airmax Muzik II von Fler, darunter die Single Minutentakt, die Rang 60 der deutschen Singlecharts erreichte. Auf dem am 13. Mai 2011 erschienenen Album Fakker von Nazar produzierte X-plosive den Track Exibitionist in Zusammenarbeit mit RAF Camora und The Royals.
In den Jahren 2011 bis 2014 produzierte X-plosive unter anderem verschiedene Titel auf den Alben AMYF (Bushido), Hinter blauen Augen (Fler), Die Passion Whisky (Silla), Fakker Lifestyle (Nazar) und Maskulin Mixtape Vol. 3 (Maskulin), Ultraviolett (Metrickz), Sonny Black (Bushido) sowie Camouflage (Nazar).
2015 arbeitete er mit KC Rebell auf seinem am 12. Juni erschienenen Album Fata Morgana zusammen und produzierte den Titel Mein eigenes Ding. Gemeinsam mit DJ Desue produzierte X-plosive auf dem am 4. September 2015 erschienenen Album VI von Sido die drei Titel Eier, Löwenzahn und Zuhause ist die Welt noch in Ordnung, die beiden letztgenannten Lieder konnten sich unter anderem in Deutschland in den Singlecharts platzieren.
Im Jahr 2016 produzierte er die Titel Attackieren und Cabriolet auf dem am 8. September 2016 veröffentlichten Album Palmen aus Plastik von RAF Camora und Bonez MC. Das Album stieg in Deutschland und der Schweiz auf Platz eins der Albumcharts ein und wurde mit Platin in Deutschland und Gold in Österreich ausgezeichnet, beide Lieder erreichten die deutschen Charts trotz fehlender Singleveröffentlichung. Am 28. Oktober 2016 erschien das Mixtape Essahdamus von Kool Savas mit dem von X-plosive produziertem Track Triumph (feat. Sido, Azad und Adesse).
2017 produzierte X-plosive unter anderem die Single Mosquitos auf dem Album Abstand von KC Rebell. Ebenfalls war er an der Produktion von zwei Titeln auf dem Kollaboalbum Maximum von KC Rebell und Summer Cem beteiligt. Die von X-plosive co-produzierte Single Murcielago wurde mit einer Platin-Schallplatte in Deutschland ausgezeichnet. Auf dem am 25. August 2017 erschienenen Album Anthrazit von RAF Camora produzierte er die drei Lieder In meiner Wolke, Money (feat. Ufo361) und Primo. Die Single Primo wurde in Deutschland, Österreich und der Schweiz mit einer Platin-Schallplatte ausgezeichnet.
Im Jahr 2018 war er gemeinsam mit Abaz an der Produktion des Albums Neon von Rea Garvey beteiligt. Das Album wurde mit Gold in Deutschland ausgezeichnet, auch die von ihm produzierte Single Is it love? (feat. Kool Savas) wurde mit Gold in Deutschland und Platin in der Schweiz auszgeichnet. Auch auf dem im Oktober 2018 veröffentlichten Kollaboalbum Palmen aus Plastik 2 von Bonez MC und RAF Camora war er beteiligt, hier produzierte er die zweite Singleauskopplung Risiko, die in Österreich eine Goldene Schallplatte erhielt und in Deutschland, Österreich und der Schweiz Platz zwei der Singlecharts erreichte.

### Frankreich
In Frankreich produzierte X-plosive mitunter die zweite Single Ma Couleur auf Boobas Album Lunatic von , welches im November 2010 erschien. Gemeinsam mit Gee Futuristic produzierte er auf dem Album Où Je Vais von Amel Bent den Song Le mal de toi, welcher als Single inklusive Video ausgekoppelt wurde. Auf dem Album La Cuenta von Rohff produzierte er den Song Tu pardonneras (feat. Jena Lee). Zudem produzierte er gemeinsam mit Gee Futuristic verschiedene Titel auf dem Album Mise à Jour von M. Pokora. Das Album erreichte Doppelplatin-Status, die erste Single Juste une photo de toi wurde ebenfalls von Gee Futuristic und X-plosive produziert und mit dem NRJ Music Award 2011 als französischsprachiges Lied des Jahres ausgezeichnet.
Im März 2011 erschien die von X-plosive produzierte Single Regarde-moi mit Soprano in Frankreich, auch produzierte er die am 1. Juni 2011 veröffentlichte Single 100 Regrets von Sinik. Auf dem am 3. Oktober 2011 veröffentlichten Album À Toute Épreuve der Gruppe Sniper produzierte er die Titel J’essaye d’oublier und La gueule de l’emploi. Er ist mit einer Produktion auf dem am 23. November 2013 erschienenen Album P.D.R.G. von Rohff vertreten.
2014 kam es erneut zur Zusammenarbeit mit dem Künstler Soprano. Er produzierte dessen erste Single Ils nous connaissent pas, die auch auf dem im Oktober 2014 erschienenen Album Cosmopolitanie enthalten war. 2015 produzierte er die Titel 3 G, LVMH und Bellucci (feat. Future) auf dem am 13. April 2015 erschienenen Album D.U.C. von Booba. Des Weiteren produzierte er die Singleauskopplung 92i Veyron auf dem von Boobas Album Nero Nemesis. Die Single 92i Veyron wurde am 7. September 2017 mit einer Diamant-Schallplatte ausgezeichnet.
X-plosive produzierte 2017 zwei Songs auf dem Album Mwaka Moon von Kalash. Weitere Produktionen von X-plosive sind u. a. die Titel É.L.É.P.H.A.N.T. und À la folie auf dem am 1. Dezember 2017 veröffentlichten Album Trône von Booba. Die Single É.L.É.P.H.A.N.T. wurde mit Platin und die Single À la folie mit Gold in Frankreich ausgezeichnet.
Weitere Produktionen entstanden u. a. für Alben von Künstlern wie Casus Belli, Amy & Bushy, Youssoupha, David Carreira, Kayna Samet und Alonzo von Psy 4 de la rime.

### Vereinigte Staaten
Gemeinsam mit Gee Futuristic produzierte er im Jahr 2009 den Song Keys Under Palm trees auf Nicki Minajs Mixtape Beam Me Up Scotty. Des Weiteren arbeitete er an Songs für Künstler wie T-Pain, PartyNextDoor, Gucci Mane, Joell Ortiz, Crooked I oder Glasses Malone.
Auf der am 21. Juni 2019 veröffentlichten EP 7 von Lil Nas X co-produzierte er den Titel C7osure. Die EP wurde in den USA durch die RIAA mit einer Platin-Schallplatte ausgezeichnet und für einen Grammy in der Kategorie Album des Jahres nominiert.
Zudem arbeitete er 2019 mit Künstlern wie John Legend, PnB Rock, A Boogie wit da Hoodie und Jason Derulo zusammen. Der Titel Champion mit Jason Derulo und Tia Ray wurde der offizielle Titelsong für die Basketball-Weltmeisterschaft 2019 in China. 2021 produzierte er gemeinsam mit Abaz den Song Box of Churches von Pooh Shiesty feat. 21 Savage.

## Autorenbeteiligungen und Produktionen
X-plosive als Autor (A) und Produzent (P) in den Charts

| Jahr | Titel Album                                  | Höchstplatzierung, Gesamtwochen, AuszeichnungChartplatzierungen (Jahr, Titel, Album, Platzierungen, Wochen, Auszeichnungen, Anmerkungen) | Höchstplatzierung, Gesamtwochen, AuszeichnungChartplatzierungen (Jahr, Titel, Album, Platzierungen, Wochen, Auszeichnungen, Anmerkungen) | Höchstplatzierung, Gesamtwochen, AuszeichnungChartplatzierungen (Jahr, Titel, Album, Platzierungen, Wochen, Auszeichnungen, Anmerkungen) | Höchstplatzierung, Gesamtwochen, AuszeichnungChartplatzierungen (Jahr, Titel, Album, Platzierungen, Wochen, Auszeichnungen, Anmerkungen) | Anmerkungen                                                                                              |
| Jahr | Titel Album                                  | DE | AT | CH | FR | Anmerkungen                                                                                              |
| --- | -------------------------------------------- | --- | --- | --- | --- | --- |
| 2010 | Juste une photo de toi A Mise à jour         | — | — | CH75 (1 Wo.)CH | FR44 (5 Wo.)FR | Erstveröffentlichung: 2010 Interpret(en): M. Pokora BEW: #27                                             |
| 2011 | Regarde-moi A, P Le Corbeau                  | — | — | — | FR18 (18 Wo.)FR | Erstveröffentlichung: 22. Januar 2011 Interpret(en): Soprano                                             |
| 2011 | Minutentakt A, P Airmax Muzik II             | DE60 (1 Wo.)DE | — | — | — | Erstveröffentlichung: 25. März 2011 Interpret(en): Fler                                                  |
| 2013 | Valentina A, P Ultraviolett                  | DE— GoldDE | AT— GoldAT | — | — | Erstveröffentlichung: 2013 Verkäufe: + 165.000 Interpret(en): Metrickz                                   |
| 2014 | Ils nous connaissent pas A Cosmopolitanie    | — | — | — | FR36 (18 Wo.)FR | Erstveröffentlichung: 21. Juni 2014 Interpret(en): Soprano                                               |
| 2014 | 3 G A, P D.U.C.                              | — | — | — | FR70 (1 Wo.)FR | Erstveröffentlichung: 12. September 2014 Interpret(en): Booba                                            |
| 2015 | LVMH A, P D.U.C.                             | — | — | — | FR28 (3 Wo.)FR | Erstveröffentlichung: 2. April 2015 Interpret(en): Booba                                                 |
| 2015 | Löwenzahn A, P VI                            | DE67 (2 Wo.)DE | AT66 (1 Wo.)AT | CH60 (1 Wo.)CH | — | Erstveröffentlichung: 9. Juli 2015 Interpret(en): Sido feat. Olexesh                                     |
| 2016 | Rouge et bleu P Kaos                         | — | — | — | FR15 Platin · (7 Wo.)FR | Erstveröffentlichung: 15. April 2016 Verkäufe: + 133.333 Interpret(en): Kalash feat. Booba               |
| 2016 | É.L.É.P.H.A.N.T A, P Trône                   | — | — | — | FR1 Platin · (7 Wo.)FR | Erstveröffentlichung: 22. Juli 2016 Verkäufe: + 133.333 Interpret(en): Booba BEW: #39                    |
| 2016 | Mosquitos A, P Abstand                       | DE49 (7 Wo.)DE | — | CH78 (1 Wo.)CH | — | Erstveröffentlichung: 21. Oktober 2016 Interpret(en): KC Rebell                                          |
| 2017 | Murcielago A, P Maximum                      | DE14 Platin · (20 Wo.)DE | AT48 (8 Wo.)AT | CH75 (1 Wo.)CH | — | Erstveröffentlichung: 10. Mai 2017 Verkäufe: + 400.000 Interpret(en): KC Rebell & Summer Cem             |
| 2017 | Primo A, P Anthrazit                         | DE6 Platin · (37 Wo.)DE | AT8 Platin · (41 Wo.)AT | CH16 Platin · (18 Wo.)CH | — | Erstveröffentlichung: 24. August 2017 Verkäufe: + 450.000 Interpret(en): RAF Camora                      |
| 2018 | Is It Love? A, P Neon                        | DE20 Gold · (24 Wo.)DE | AT18 (16 Wo.)AT | CH12 Platin · (18 Wo.)CH | — | Erstveröffentlichung: 26. Januar 2018 Verkäufe: + 220.000 Interpret(en): Rea Garvey feat. Kool Savas     |
| 2018 | Hometown A, P Neon                           | — | — | CH94 (1 Wo.)CH | — | Erstveröffentlichung: 8. Februar 2018 Interpret(en): Rea Garvey                                          |
| 2018 | Corleone A, P –                              | DE13 (7 Wo.)DE | AT6 Gold · (9 Wo.)AT | CH17 (4 Wo.)CH | — | Erstveröffentlichung: 20. Februar 2018 Verkäufe: + 15.000 Interpret(en): RAF Camora                      |
| 2018 | Kiss Me A, P Neon                            | DE91 (3 Wo.)DE | — | CH39 (16 Wo.)CH | — | Erstveröffentlichung: 24. August 2018 Interpret(en): Rea Garvey                                          |
| 2018 | Risiko A, P Palmen aus Plastik 2             | DE2 (14 Wo.)DE | AT2 Gold · (7 Wo.)AT | CH2 (6 Wo.)CH | — | Erstveröffentlichung: 24. August 2018 Verkäufe: + 15.000 Interpret(en): Bonez MC & RAF Camora            |
| 2019 | Deine Mutter A, P KKS                        | DE16 Gold · (13 Wo.)DE | AT56 (2 Wo.)AT | CH49 (2 Wo.)CH | — | Erstveröffentlichung: 18. Januar 2019 Verkäufe: + 200.000 Interpret(en): Kool Savas feat. Nessi          |
| 2019 | Wie Papa A, P Ich und keine Maske            | DE17 (4 Wo.)DE | AT13 (2 Wo.)AT | CH18 Gold · (2 Wo.)CH | — | Erstveröffentlichung: 10. Mai 2019 Verkäufe: + 10.000 Interpret(en): Sido                                |
| 2019 | Das Buch A, P Ich und keine Maske            | DE19 (4 Wo.)DE | AT16 (2 Wo.)AT | CH22 Gold · (2 Wo.)CH | — | Erstveröffentlichung: 24. Mai 2019 Verkäufe: + 10.000 Interpret(en): Sido                                |
| 2019 | Melatonin A, P Ich und keine Maske           | DE19 (5 Wo.)DE | AT22 (2 Wo.)AT | CH25 Gold · (2 Wo.)CH | — | Erstveröffentlichung: 14. Juni 2019 Verkäufe: + 10.000 Interpret(en): Sido feat. Yonii & Beka            |
| 2019 | Energie A, P Ich und keine Maske             | DE10 (8 Wo.)DE | AT11 (5 Wo.)AT | CH22 Gold · (3 Wo.)CH | — | Erstveröffentlichung: 11. Juli 2019 Verkäufe: + 10.000 Interpret(en): Sido feat. Luciano                 |
| 2019 | Nummer A, P Wave                             | DE2 Gold · (9 Wo.)DE | AT2 (10 Wo.)AT | CH10 (6 Wo.)CH | — | Erstveröffentlichung: 26. Juli 2019 Verkäufe: + 200.000 Interpret(en): Ufo361 feat. RAF Camora           |
| 2019 | Leben vor dem Tod A, P Ich und keine Maske   | DE22 (14 Wo.)DE | AT34 (2 Wo.)AT | CH12 Gold · (17 Wo.)CH | — | Erstveröffentlichung: 2. August 2019 Verkäufe: + 10.000 Interpret(en): Sido feat. Monchi                 |
| 2019 | High A, P Ich und keine Maske                | DE16 (7 Wo.)DE | AT22 (3 Wo.)AT | CH18 (6 Wo.)CH | — | Erstveröffentlichung: 30. August 2019 Interpret(en): Sido feat. Kool Savas & Samra                       |
| 2019 | Pyramiden A, P Ich und keine Maske           | DE38 (10 Wo.)DE | AT50 (2 Wo.)AT | CH47 (2 Wo.)CH | — | Erstveröffentlichung: 20. September 2019 Interpret(en): Sido feat. Johannes Oerding                      |
| Folgende Lieder erschienen nicht als Single, wurden aber durch das Album zum Download und Streaming bereitgestellt und konnten somit eine Platzierung erlangen: |                                              | | | | | |
| |                                              | | | | | |
| 2014 | D.U.C. A, P D.U.C.                           | — | — | — | FR84 (1 Wo.)FR | Charteinstieg: 25. April 2014 Interpret(en): Booba                                                       |
| 2014 | Bellucci A, P D.U.C.                         | — | — | — | FR86 (1 Wo.)FR | Charteinstieg: 25. April 2014 Interpret(en): Booba feat. Future                                          |
| 2015 | Zuhause ist die Welt noch in Ordnung A, P VI | DE80 (1 Wo.)DE | — | CH47 (3 Wo.)CH | — | Charteinstieg: 11. September 2015 Interpret(en): Sido feat. Adel Tawil                                   |
| 2015 | 92i Veyron A, P Nero Nemesis                 | — | — | — | FR57 Diamant · (7 Wo.)FR | Charteinstieg: 12. Dezember 2015 Verkäufe: + 250.000 Interpret(en): Booba                                |
| 2016 | Attackieren A, P Palmen aus Plastik          | DE59 Gold · (3 Wo.)DE | — | — | — | Charteinstieg: 16. September 2016 Verkäufe: + 200.000 Interpret(en): Bonez MC & RAF Camora feat. Hanybal |
| 2016 | Cabriolet A, P Palmen aus Plastik            | DE62 (3 Wo.)DE | — | — | — | Charteinstieg: 16. September 2016 Interpret(en): Bonez MC & RAF Camora                                   |
| 2017 | Veni Vidi Siktim A, P K¡K¡                   | DE86 (1 Wo.)DE | — | — | — | Charteinstieg: 23. Juni 2017 Interpret(en): Nimo                                                         |
| 2017 | Focus A, P Maximum                           | DE95 (1 Wo.)DE | — | — | — | Charteinstieg: 23. Juni 2017 Interpret(en): KC Rebell & Summer Cem feat. Hamza                           |
| 2017 | Money A, P Anthrazit                         | DE83 (1 Wo.)DE | AT73 (1 Wo.)AT | — | — | Charteinstieg: 1. September 2017 Interpret(en): RAF Camora feat. Ufo361                                  |
| 2017 | Haste nich gesehen A, P Royal Bunker         | DE63 (1 Wo.)DE | — | CH67 (1 Wo.)CH | — | Charteinstieg: 6. Oktober 2017 Interpret(en): Sido & Kool Savas                                          |
| 2017 | Jedes Wort ist Gold wert A, P Royal Bunker   | DE72 (1 Wo.)DE | — | CH62 (1 Wo.)CH | — | Charteinstieg: 6. Oktober 2017 Interpret(en): Sido & Kool Savas                                          |
| 2017 | Wenn ich oben bin A, P Royal Bunker          | DE93 (1 Wo.)DE | — | — | — | Charteinstieg: 6. Oktober 2017 Interpret(en): Sido & Kool Savas                                          |
| 2017 | À la folie A, P Trône                        | — | — | — | FR13 Gold · (7 Wo.)FR | Charteinstieg: 9. Dezember 2017 Verkäufe: + 66.666 Interpret(en): Booba                                  |
| 2018 | Wolke 7 A, P Wolke 7                         | DE9 (4 Wo.)DE | AT10 (3 Wo.)AT | CH21 (2 Wo.)CH | — | Charteinstieg: 1. Juni 2018 Interpret(en): Gzuz                                                          |
| 2019 | 2002 A, P Ich und keine Maske                | DE6 ×3Dreifachgold · (42 Wo.)DE | AT7 Platin · (23 Wo.)AT | CH5 Gold · (17 Wo.)CH | — | Charteinstieg: 4. Oktober 2019 Verkäufe: + 640.000 Interpret(en): Sido feat. Apache 207                  |

## Auszeichnungen für Musikverkäufe
Anmerkung: Auszeichnungen in Ländern aus den Charttabellen bzw. Chartboxen sind in ebendiesen zu finden.
| Land/RegionAuszeichnungen für Musikverkäufe (Land/Region, Auszeichnungen, Verkäufe, Quellen) | Gold       | Platin     | Diamant  | Verkäufe  | Quellen           |
| -------------------------------------------------------------------------------------------- | ---------- | ---------- | -------- | --------- | ----------------- |
| Deutschland (BVMI)                                                                           | 6× Gold6   | 3× Platin3 | —        | 2.350.000 | musikindustrie.de |
| Frankreich (SNEP)                                                                            | Gold1      | 2× Platin2 | Diamant1 | 583.332   | snepmusique.com   |
| Österreich (IFPI)                                                                            | 3× Gold3   | 2× Platin2 | —        | 105.000   | ifpi.at           |
| Schweiz (IFPI)                                                                               | 6× Gold6   | 2× Platin2 | —        | 100.000   | hitparade.ch      |
| Insgesamt                                                                                    | 16× Gold16 | 9× Platin9 | Diamant1 |           |                   |